# THQ Nordic

Ehemaliges Logo bis August 2016

THQ Nordic GmbH (bis 2016 Nordic Games GmbH) ist ein österreichischer Computerspiele-Publisher mit Sitz in Wien. Das Unternehmen ging aus der Übernahme des insolventen Publishers JoWooD hervor und ist Teil der schwedischen Embracer Group, die bis 2019 THQ Nordic AB hieß.

## Geschichte

### Anfänge
2011 übernahm die Nordic Games AB Teile der Belegschaft des insolventen österreichischen Spieleherstellers JoWooD Entertainment AG. Diese wurden in die neugegründete Nordic Games GmbH mit Sitz in Wien überführt. Daneben erwarb Nordic Games das Produktportfolio JoWooDs sowie die Namensrechte an den Marken JoWooD, The Adventure Company und DreamCatcher Interactive, die von der neuen Unternehmenstochter als Publishinglabel weiterverwendet wurden. Dadurch gelangte Nordic auch in den Besitz einiger unveröffentlichter Entwicklungsarbeiten von Jowood. Als erste Veröffentlichung brachte Nordic Games im September das bereits fertiggestellte Add-on Fall of Setarrif zu Arcania auf den Markt.
Am 16. Februar 2012 brachte Nordic Games die PC-Version des Action-Thrillers Alan Wake von Remedy Entertainment, der bis dato nur für die Xbox 360 und als PC-Download erhältlich gewesen war, in den stationären Handel. Im Juni veröffentlichte Nordic Games das bereits von Jowood bei Mind over Matter in Auftrag gegebene, allein lauffähige Add-on Faith in Destiny zu Spellforce 2. Mit Dungeon Lords MMXII erschien im September 2012 ein weiterer Jowood-Titel in einer dritten, vom ursprünglichen Entwickler Heuristic Games überarbeiteten Fassung. Die erneuten Arbeiten an dem 2005 mit zahlreichen Programmfehlern veröffentlichten Spiel hatte Nordic Games zuvor im April angekündigt.
Im Juli 2013 erschien über Nordic Games die erste von drei Episoden des Adventure-Titels The Raven: Vermächtnis eines Meisterdiebs, das von King Art entwickelt wurde. Die weiteren Episoden wurden im Monatsabstand veröffentlicht. Auf der Computerspielmesse Gamescom im August gab das Unternehmen erstmals bekannt, die Aquanox-Reihe fortführen zu wollen. Diese stammte aus dem Marken-Portfolio von Jowood, daneben war Nordic über seinen THQ-Markenanteil aber auch an die Vorarbeiten eines nie begonnenen Unterwasser-Shooters von 4A Games gelangt. Im September kündigte Nordic Games außerdem das dritte und letzte allein lauffähige Add-on zu Spellforce 2, Demons of the Past, an, das wie Faith in Destiny von Mind over Matter entwickelt wurde. Gleichzeitig wurde, ohne genauere Angaben, die Fortsetzung der Spellforce-Reihe mit einem dritten Teil angedeutet. Hierfür wurde in München ein Team von Entwicklern der ehemaligen Coreplay Studios (Jagged Alliance: Back in Action) angeworben, die den Kern des späteren Studios Grimlore Games bildeten. Mit der Ankündigung eines neuen Spiels in der Reihe MX vs. ATV durch das ursprüngliche Entwicklerteam wurde das 2011 von THQ geschlossene Entwicklerstudio Rainbow Studios in Phoenix (Arizona) wiederbelebt.
Demons of the Past kam im Januar 2014 auf den Markt. Im Februar startete King Art Games eine Crowdfunding-Kampagne für eine Fortsetzung des Adventures The Book of Unwritten Tales. Dabei baten die Entwickler um Geld für zusätzliche Entwicklungsarbeiten. Die Kernentwicklung war bereits durch Nordic Games finanziert.

### Übernahme von THQ und Umfirmierung zu THQ Nordic
Im Juni 2014 gab Nordic Games bekannt, auch den Markennamen THQ erworben zu haben und seine Spiele zukünftig unter diesem Label veröffentlichen zu wollen, da es der Firma zuvor nicht gelungen sei, eine ausreichende Bekanntheit ihres ursprünglichen Namens aufzubauen. Auf der Gamescom im August kündigte Nordic Games Die Gilde 3 an. Aquanox 3 wurde gegenüber Fachpublikum unter dem neuen Titel Aquanox: Deep Descent vorgestellt, mit dessen Erstellung der serbische Auftragsentwickler Digital Arrow betreut wurde. Da der Autor der Vorgänger, Helmut Halfmann, bereits verstorben war, sollte Deep Descent nicht an die Handlung der Vorgänger anknüpfen. Im September 2014 erschien das erste Kapitel von The Book of Unwritten Tales 2 im Early-Access-Programm des Onlineanbieters Steam. Im Februar 2015 beendete The Book of Unwritten Tale 2 die Early-Access-Phase und erschien damit auch im stationären Handel.
Zusammen mit dem Entwicklerstudio Piranha Bytes kündigte Nordic Games im Juli 2015 das Science-Fantasy-Rollenspiel ELEX an, das am 17. Oktober 2017 veröffentlicht wurde. Im November 2015 veröffentlichte der Publisher eine von Gunfire Games überarbeitete Neuauflage von Darksiders 2 mit der Bezeichnung Deathinitive Edition für PlayStation 4, Xbox One und Windows. Im Dezember folgte schließlich die vierte, nochmals überarbeitete Fassung von Dungeon Lords auf der Vertriebsplattform Steam.
Am 12. August 2016 kündigte Nordic Games an, sich in THQ Nordic umzubenennen und damit die alte Marke THQ wieder zum Leben zu erwecken. In diesem Zusammenhang veröffentlichte das Unternehmen Anfang September desselben Jahres eine überarbeitete Version des ehemaligen THQ-Titels Titan Quest, die als Anniversary Edition vermarktet wurde.

### Weitere Übernahmen und Eigenproduktionen
Im Mai 2019 erwarb THQ Nordic das Entwicklerstudio Piranha Bytes (Gothic, Risen) sowie die damit verbundenen Markenrechte. Piranha Bytes, welche bereits zuvor mit ELEX einen Titel für THQ Nordic entwickelt hatten, sind seitdem ein Tochterunternehmen der THQ Nordic GmbH.  Zusammen mit Gunfire Games, bestehend aus ehemaligen Entwicklern von Vigil Games, kündigte THQ Nordic im Mai 2018 die Arbeit am dritten Teil der Darksiders-Reihe an.
Im August 2019 gab der schwedische Dachkonzern THQ Nordic AB bekannt, dass er sich in Embracer Group umbenennen werde, um besser zwischen den Aktivitäten der Publishingtochter und des Konzerns unterscheiden zu können. Die THQ Nordic GmbH in Wien soll unter dem bisherigen Namen weiter operieren.
Am 13. Dezember 2019 veröffentlichte THQ Nordic den Prototyp für ein Remake des Computerspiels Gothic von 2001. Das Remake befindet sich beim Tochterunternehmen Alkimia Interactive in Entwicklung. Mit ELEX 2 erschien am 1. März 2022 ein zweiter Teil der vom mittlerweile hauseigenen Studio Piranha Bytes entwickelten Elex-Reihe.
2024 wurde bekannt, dass Piranha Bytes aufgrund von Sparmaßnahmen der Embracer Group geschlossen wird. Auch bei Black Forest Games sollen knapp 50 % der Belegschaft entlassen worden sein und Pieces Interactive musste nach Veröffentlichung von deren Alone-in-the-Dark-Neuauflage ebenfalls schließen.

## Interne Entwicklungsstudios
THQ Nordic hat weltweit mehrere eigene Entwicklungsstudios. Daneben werden auch Spiele von externen Auftragnehmern entwickelt.
Zur THQ Nordic GmbH gehören folgende Entwicklungsstudios:
- Rainbow Studios (Phoenix / USA, Gründung 2013)
- Grimlore Games (München / Deutschland, Gründung 2014)
- Mirage Game Studios (Karlstad / Schweden, Gründung 2016)
- Black Forest Games (Offenburg / Deutschland, Übernahme 2017)
- Experiment 101 (Stockholm / Schweden, Übernahme 2017)
- Pieces Interactive (Skövde / Schweden, Übernahme 2017)
- Bugbear Entertainment (Helsinki / Finnland, Übernahme 2018)
- HandyGames (Giebelstadt / Deutschland, Übernahme 2018)
- Piranha Bytes (Essen / Deutschland, Übernahme 2019)
- Gunfire Games (Austin / USA, Übernahme 2019)
- Alkimia Interactive[32] (Barcelona / Spanien, Gründung 2019 als THQ Nordic Barcelona)[33][39]
- Purple Lamp Studios (Wien / Österreich, Übernahme 2020)[40]

## Veröffentlichungen
- Alone in the Dark (2024)
- Arcania – Fall of Setarrif (2011)
- Biomutant (2021)
- Black Mirror (Remake, 2017)
- Darksiders 2: Deathinitive Edition (2015)
- Darksiders: Warmastered Edition (2016)
- Darksiders III (2018)
- Darksiders Genesis (2019)
- Deadfall Adventures (2013)
- Desperados III (2020)
- Destroy All Humans! (Remake, 2020)
- Dungeon Lords MMXII (2012)
- Dungeon Lords Steam Edition (2015)
- ELEX (2017)
- ELEX 2 (2022)
- Fade to Silence (2019)
- Jagged Alliance 3 (2023)
- Legend of Kay Anniversary Edition (2015)
- MX vs. ATV Supercross (2014)
- Outcast – A New Beginning (2024)
- Painkiller: Hell & Damnation (2012)
- Painkiller: Recurring Evil (2012)
- Red Faction: Guerrilla Re-Mars-tered (2018)
- Spellforce 2: Demons of the Past (2014)
- Spellforce 2: Faith in Destiny (2012)
- SpellForce 3 (2017)
- The Raven: Vermächtnis eines Meisterdiebs (2013)
- Titan Quest Anniversary Edition (2016)
- Titan Quest: Ragnarök (Add-on, 2017)
- Titan Quest: Atlantis (Add-on, 2019)
- We Are Football (2021)
- Wreckfest (2018)